# Camponotus friedae
Camponotus friedae é uma espécie de inseto do gênero Camponotus, pertencente à família Formicidae.